# Erysimum aureum
Erysimum aureum là một loài thực vật có hoa trong họ Cải. Loài này được M.Bieb. mô tả khoa học đầu tiên năm 1808.